# Oreste Moretti
Oreste Moretti (Lecco, 25 aprile 1902 – ...) è stato un calciatore italiano, di ruolo centrocampista.

## Biografia
Suo fratello minore Tullio è stato a sua volta un calciatore professionista.

## Carriera
Cresce nelle giovanili della Canottieri Lecco, società con cui debutta in prima squadra in Promozione (all'epoca seconda divisione del calcio italiano) nel 1920, dopo aver giocato per un anno nelle riserve della stessa società.
Nel 1928 si trasferisce all'Atalanta, con cui gioca 6 partite (senza segnare alcun gol) in Divisione Nazionale, la massima serie dell'epoca.
Dopo una sola stagione con la squadra bergamasca torna a vestire la maglia del Lecco, con cui in due stagioni segna 13 gol in 41 partite nel campionato di Prima Divisione per poi ritirarsi.

## Palmarès

### Club

#### Competizioni regionali
- Campionato italiano di terza divisione: 1

Lecco: 1923-1924